# Henri Coiffier de Ruzé d'Effiat
Pour les autres membres de la famille, voir Famille Ruzé.
Henri Coëffier de Ruzé d'Effiat, marquis de Cinq-Mars (sɛ̃.maʁ), né le 27 mars 1620 et exécuté le 12 septembre 1642, était un favori du roi Louis XIII. Il était couramment appelé « Monsieur le Grand » en référence à sa charge de grand écuyer de France.
Il mena la dernière des nombreuses conspirations contre le puissant principal ministre d'État du roi, le cardinal de Richelieu qui, en accord avec le roi, le fit juger et décapiter.

## Biographie

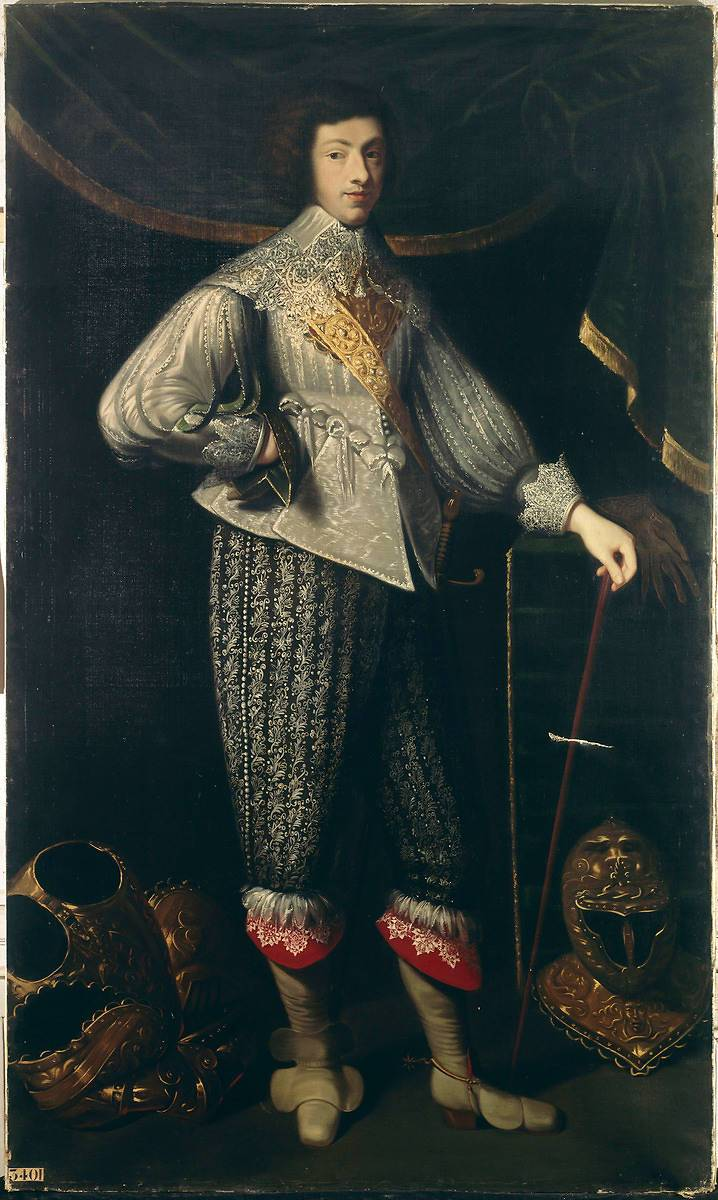
Le marquis de Cinq-Mars. D'après une toile attribuée aux frères Le Nain.

Cinq-Mars est le fils cadet du maréchal Antoine Coëffier-Ruzé, marquis d’Effiat, un ami proche de Richelieu, lequel prend l’enfant sous sa protection après la mort de son père en 1632. Sa mère était Marie de Fourcy.
En 1639, Richelieu, sans doute en vue d’affaiblir l’influence de Madame de Hautefort, introduit le jeune Cinq-Mars auprès de Louis XIII, espérant qu’il le prenne comme favori ou exerce la même influence apaisante auprès du Roi que son père avant lui. Cinq-Mars est rapidement nommé grand maître de la garde-robe, Premier écuyer puis grand écuyer de France. Son influence grandissante est définitivement confirmée après que Louis XIII lui offre le comté de Dammartin finalement cédé au prince de Condé.
Mais Cinq-Mars se lasse de Louis XIII. En effet, le jeune homme vit mal l'affection du roi tour à tour jaloux, mélancolique ou paternaliste. Le favori préfère se jeter dans une vie dissipée, remplie de fêtes entraînant des conflits avec le roi, reconnu pour son austérité. Il se met à se moquer du roi en privé auprès de personnes extérieures. Il multiplie les conquêtes féminines notamment Marion Delorme et Mlle de Chémeraul.

Richelieu tente d'éloigner le marquis de la Cour en lui proposant des charges en province, charges que le marquis refuse toutes. Les prétentions de Cinq-Mars connaissent un brusque coup d'arrêt quand il réclame la main de Marie de Gonzague-Nevers et pour ce faire, l'obtention d'un duché-pairie. Richelieu combat pour faire échouer ce projet de mariage que le roi refuse. Touché dans son orgueil, Cinq-Mars conçoit une forte rancune envers le cardinal, rancune qui devient publique à partir de l'hiver 1639-1640.
Cinq-Mars s’entend avec François-Auguste de Thou et Gaston d'Orléans pour comploter avec l'Espagne, alors en guerre avec la France depuis 1635. Leur plan prévoit le renvoi ou l’assassinat de Richelieu, la signature de la paix avec l’Espagne incluant la restitution des places fortes conquises par la France. Les Espagnols massent une armée de 18 000 hommes dans la région de Sedan pour intervenir aux côtés des conjurés.
Les réunions du marquis avec ses conjurés sont ébruitées et une correspondance secrète du marquis est interceptée par la police de Richelieu en juin 1642. Constatant la haute trahison et trahis dans leur confiance, Louis XIII et Richelieu font arrêter les conjurés à Narbonne. À partir de cette date, le marquis est surnommé le « perfide public » selon une expression du premier président du Parlement de Paris, Mathieu Molé.
Une commission extraordinaire, composée de magistrats des parlements de Paris et Grenoble, juge Cinq-Mars à Lyon le 6 septembre 1642. Il est condamné à mort pour avoir conspiré avec une puissance étrangère et décapité sur la place des Terreaux, avec François-Auguste de Thou, le 12 septembre 1642. Les derniers mots qu'il prononce sur l'échafaud sont : « Ah ! Mon Dieu, qu'est-ce de ce monde ? ».
La mère d'Henri de Cinq-Mars, la maréchale d’Effiat, est exilée en Touraine. Son frère Jean, le benjamin, est privé de ses bénéfices d’abbé du Mont-Saint-Michel, et le château familial de Cinq-Mars est rasé « à hauteur d’infamie ». La branche aînée continue cependant la famille : le frère aîné de Cinq-Mars, Martin, puis son fils (le neveu de Cinq-Mars), Antoine II Coëffier de Ruzé, marquis d'Effiat.
La principale conséquence de cette conspiration est enregistrée au Parlement dès le mois de décembre : une déclaration prive Gaston de France de ses droits à la régence.
Barbara Strozzi a écrit une cantate sur l'histoire du marquis (« Lamento sul Rodano severo »). Le personnage a inspiré Alfred de Vigny dont le roman Cinq-Mars a été ensuite adapté à l'opéra par Gounod.

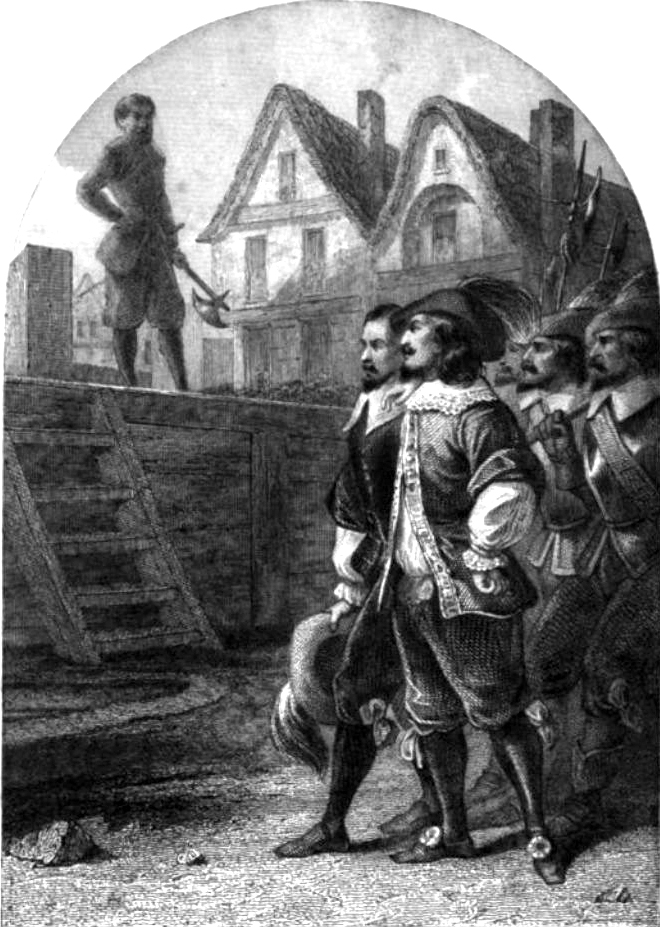
L’exécution de Cinq-Mars et de Thou.
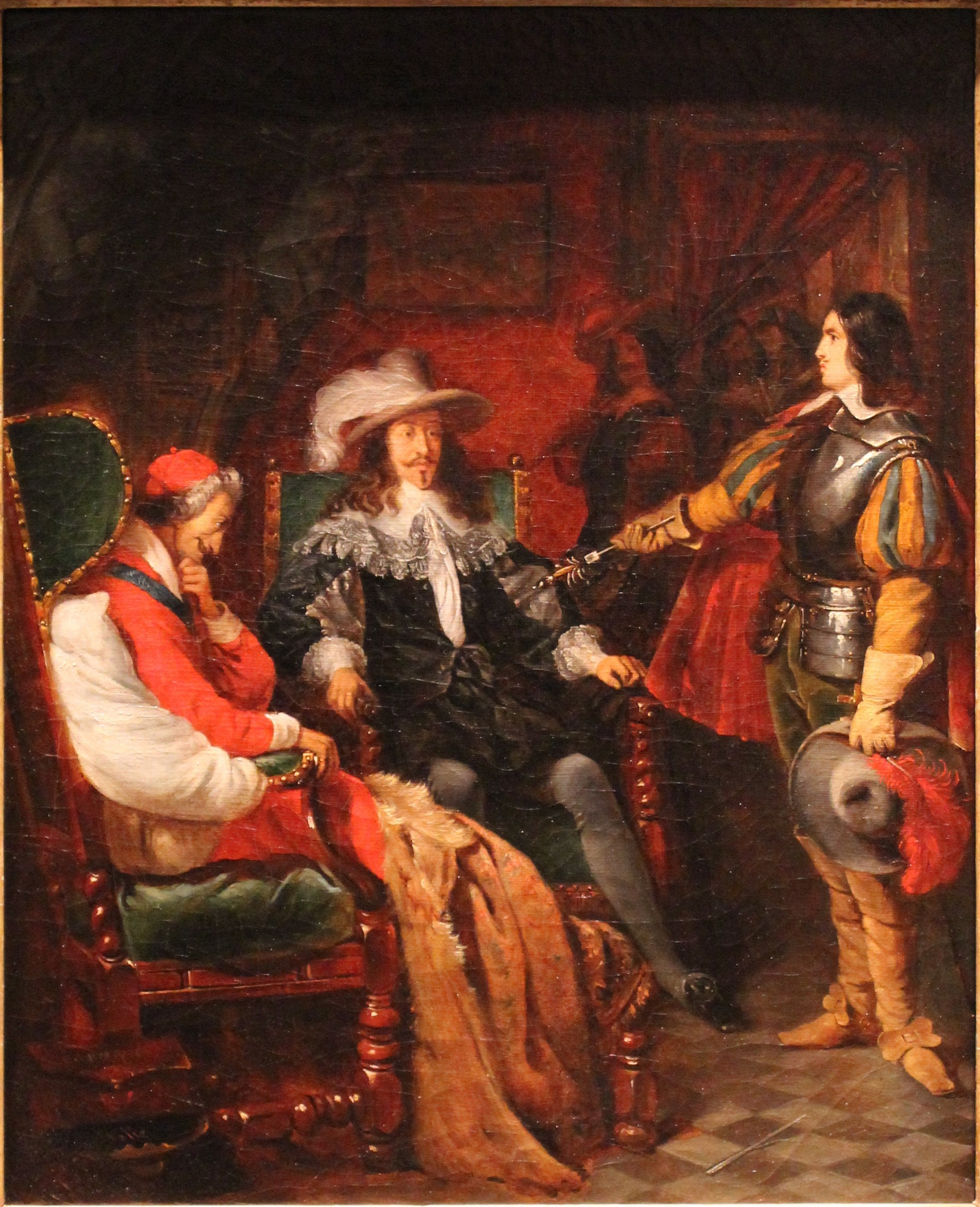
Cinq-Mars rendant son épée à Louis XIII par Claudius Jacquand.

## Armoiries
| Figure | Nom du prince et blasonnement                                                                  |
|        | De gueules, au chevron fascé-ondé d'argent et d'azur de six pièces, acc. de trois lions d'or., |

## Cinéma
- Un film français d'Henri Helman sorti en 2014 et intitulé Richelieu, la Pourpre et le Sang présente l'ascension et la chute du marquis de Cinq-Mars.

### Sources et bibliographie
- Tallemant des Réaux, Historiettes, t. I, éd. de 1834, Paris, passim.
- Alfred de Vigny, Cinq-Mars, ou Une conjuration sous Louis XIII [1826], Gallimard, Paris 1999.
- Anaïs Bazin (Anaïs de Raucou, dite), Histoire de France sous Louis XIII, Chamerot, Paris, 1846.
- (it) Francesco Guidi, Enrico di Cinq-Mars. Ballo storico in otto quadri del coreografo Emanuele Viotti da rappresentarsi nel Teatro Regio il carnevale dell'anno 1849-50, Officina tip. e lit. di Giuseppe Fodratti, Torino, s.d. mais 1849.
- AA. VV., La Conjuration de Cinq-Mars : recit de Montglat, Fontrailles, Tallemant des Reaux etc. (1642), L. Hachette, Paris, 1853.
- Jeanne Pauline Basserie, La Conjuration de Cinq-Mars, Perrin et cie, Paris, 1896.
- Henri-Robert, Les Grands Procès de l'Histoire, Paris, Payot, 4 t., 2 vol., 1926, 250 p.
- Pierre De Vaissiere, Conjuration de Cinq-Mars, Libraire Hachette, Paris, 1928.
- Philippe Erlanger, Le Mignon du roi, Éditions Pocket, 1973.
- Philippe Erlanger, Les Querelles de Louis XIII et de Cinq-Mars, Historama N° 281, avril 1975.
- Charles Pasteur, Le Beau Vice, ou l'Homosexualité à la cour de France, Balland, Paris, 1999.
- Alexandre Dumas cite longuement dans son Midi de la FranceAlexandre Dumas, Midi de la France, Éd. François Bourin, 1991  (ISBN 2-87686-094-5), p. 80-94 la relation de l'exécution de Cinq-Mars et de Thou, « récit positif et nu conservé par la plume du greffier » (par opposition à l'« invention » d'Alfred de Vigny).